# Forsthaus Gierscheid
Das Forsthaus Gierscheid ist ein Wohnplatz der Gemeinde Aremberg im Landkreis Ahrweiler in Rheinland-Pfalz. Er liegt nordwestlich des Gemeindezentrums in einem Waldgebiet in unmittelbarer Grenze zu Nordrhein-Westfalen. Am Forsthaus führt der rund 28,3 km lange Fürstin-Margaretha-Weg vorbei. Er erinnert an die Gräfin Margaretha von der Marck-Arenberg, die unter anderem die Burg Aremberg ausbauen ließ.